# Punglejon
Punglejon (Thylacoleonidae) var en familj i underklassen pungdjur som levde i Australien. Det antas att de sista medlemmarna dog ut under pleistocen för 50 000 år sedan. Man tror att utdöendet berodde på att punglejonen, liksom fler arter av pungdjur, inte klarade konkurrensen efter människans intåg i Australien. Några tidiga arter var ungefär lika stora som tamkatter. Wakaleo hade däremot en storlek som kan jämföras med en leopard. Den största och yngsta kända arten, Thylacoleo carnifex, hade en storlek som ligger mellan en lejonhane och en lejonhona, alltså med en vikt av 110 till 160 kilogram.
Tidigare har man inte haft någon riktig uppfattning om Thylacoleo carnifex utseende, förutom kroppsbyggnaden baserat på skelettet. Man har dock funnit en grottmålning i nordöstra Australien som man tror kan föreställa ett Thylacoleo carnifex. Den tyder på att de hade ett runt kraftigt huvud med spetsiga, lite bakåtriktade öron. Lemmarna var kraftiga med stora tassar och de hade strimmor på ryggen, enligt grottmålningen.
Namnet punglejon syftar på skallens byggnad som liknar skallformen hos dagens kattliknande rovdjur, men de är inte släkt med varandra. Likheten med kattdjur är ett exempel på konvergent evolution. Punglejon räknas till ordningen fåframtandade pungdjur. Deras närmaste nu levande släktingar är växtätare som vombater och koalor.